# Групи іменників
Групи іменників — класифікація іменників за родом, закінченням та закінченням основи. Група іменника впливає на формування його закінчень під час відмінювання. Групування іменників не є окремою граматичною класифікаційною категорією, а підкатегорією відміни (типів відмінювання).
Групи іменників характерні для слов'янських мов.

## Групи іменників української мови
В українській мові на групи поділяються іменники першої та другої відмін.

### І відміна

#### Тверда
У називному відмінку однини має закінчення -а, та основу на твердий приголосний (крім тих, що мають шиплячі: ш, щ, ж, дж, ч наприкінці основи): вага́, до́нька, дочка́, маши́на, вода, воєво́да, базіка, зна́йда, невда́ха, пла́кса, сирота, Алі́на, Катери́на, Мико́ла, Тома.

#### М'яка
У називному відмінку однини має закінчення -я: бу́ря, відмі́нниця, друка́рня, земля́, надія, пі́сня, сім’я́, Ілля, столиця, спідниця, гривня, праця, Валерія, Стефанія.

#### Мішана
У називному відмінку однини має закінчення -а, та основу на ш, щ, ж, дж, ч: ве́жа, гу́ща, ї́жа, ка́ша, кру́ча, межа́, пло́ща, те́ща, вельмо́жа, паша́, листоно́ша, міхоно́ша, Маша, Манижа.
| І відміна; жіночий, чоловічий роди (загальні назви) | І відміна; жіночий, чоловічий роди (загальні назви) | І відміна; жіночий, чоловічий роди (загальні назви) | І відміна; жіночий, чоловічий роди (загальні назви) | І відміна; жіночий, чоловічий роди (загальні назви) | І відміна; жіночий, чоловічий роди (загальні назви) | І відміна; жіночий, чоловічий роди (загальні назви) | І відміна; жіночий, чоловічий роди (загальні назви) | І відміна; жіночий, чоловічий роди (загальні назви) |
| в.                                                  | тверда група (на твердий)                           | тверда група (на твердий)                           | м'яка група                                         | м'яка група                                         | м'яка група                                         | м'яка група                                         | мішана група (на -ш, -щ, -ч, -ж)                    | мішана група (на -ш, -щ, -ч, -ж)                    |
| в.                                                  | тверда група (на твердий)                           | тверда група (на твердий)                           | основа на м'який                                    | основа на м'який                                    | основа на -й                                        | основа на -й                                        | мішана група (на -ш, -щ, -ч, -ж)                    | мішана група (на -ш, -щ, -ч, -ж)                    |
| в.                                                  | однина                                              | множина                                             | однина                                              | множина                                             | однина                                              | множина                                             | однина                                              | множина                                             |
| --------------------------------------------------- | --------------------------------------------------- | --------------------------------------------------- | --------------------------------------------------- | --------------------------------------------------- | --------------------------------------------------- | --------------------------------------------------- | --------------------------------------------------- | --------------------------------------------------- |
| Н.                                                  | парта                                               | парти                                               | вишня                                               | вишні                                               | мрія                                                | мрії                                                | задача                                              | задачі                                              |
| Р.                                                  | парти                                               | парт                                                | вишні                                               | вишень                                              | мрії                                                | мрій                                                | задачі                                              | задач                                               |
| Д.                                                  | парті                                               | партам                                              | вишні                                               | вишням                                              | мрії                                                | мріям                                               | задачі                                              | задачам                                             |
| Зн.                                                 | парту                                               | парти                                               | вишню                                               | вишні                                               | мрію                                                | мрії                                                | задачу                                              | задачі                                              |
| Ор.                                                 | партою                                              | партами                                             | вишнею                                              | вишнями                                             | мрією                                               | мріями                                              | задачею                                             | задачами                                            |
| М.                                                  | парті                                               | партах                                              | вишні                                               | вишнях                                              | мрії                                                | мріях                                               | задачі                                              | задачах                                             |
| Кл.                                                 | парто                                               | парти                                               | вишне                                               | вишні                                               | мріє                                                | мрії                                                | задаче                                              | задачі                                              |

| І відміна; жіночий, чоловічий роди (власні назви) | І відміна; жіночий, чоловічий роди (власні назви) | І відміна; жіночий, чоловічий роди (власні назви) | І відміна; жіночий, чоловічий роди (власні назви) | І відміна; жіночий, чоловічий роди (власні назви) | І відміна; жіночий, чоловічий роди (власні назви) | І відміна; жіночий, чоловічий роди (власні назви) | І відміна; жіночий, чоловічий роди (власні назви) | І відміна; жіночий, чоловічий роди (власні назви) |
| в.                                                | тверда група (на твердий)                         | тверда група (на твердий)                         | м'яка група                                       | м'яка група                                       | м'яка група                                       | м'яка група                                       | мішана група (на -ш, -щ, -ч, -ж)                  | мішана група (на -ш, -щ, -ч, -ж)                  |
| в.                                                | тверда група (на твердий)                         | тверда група (на твердий)                         | основа на м'який                                  | основа на м'який                                  | основа на -й                                      | основа на -й                                      | мішана група (на -ш, -щ, -ч, -ж)                  | мішана група (на -ш, -щ, -ч, -ж)                  |
| в.                                                | однина                                            | множина                                           | однина                                            | множина                                           | однина                                            | множина                                           | однина                                            | множина                                           |
| ------------------------------------------------- | ------------------------------------------------- | ------------------------------------------------- | ------------------------------------------------- | ------------------------------------------------- | ------------------------------------------------- | ------------------------------------------------- | ------------------------------------------------- | ------------------------------------------------- |
| Н.                                                | Анна                                              | Анни                                              | Ілля                                              | Іллі                                              | Стефанія                                          | Стефанії                                          | Маша                                              | Маші                                              |
| Р.                                                | Анни                                              | Анн                                               | Іллі                                              | Іллів                                             | Стефанії                                          | Стефаній                                          | Маші                                              | Маш                                               |
| Д.                                                | Анні                                              | Аннам                                             | Іллі                                              | Іллям                                             | Стефанії                                          | Стефаніям                                         | Маші                                              | Машам                                             |
| Зн.                                               | Анну                                              | Аннам                                             | Іллю                                              | Іллів                                             | Стефанію                                          | Стефаній                                          | Машу                                              | Машам                                             |
| Ор.                                               | Анною                                             | Аннами                                            | Іллею                                             | Іллями                                            | Стефанією                                         | Стефаніями                                        | Машею                                             | Машами                                            |
| М.                                                | Анні                                              | Аннах                                             | Іллі                                              | Іллях                                             | Стефанії                                          | Стефаніях                                         | Маші                                              | Машах                                             |

### II відміна (чоловічий рід)

#### Тверда
У називному відмінку однини з кінцевим твердим приголосним основи (крім шиплячих: ш, щ, ж, дж, ч) і з закінченням -о та нульовим: дуб, о́дуд, пала́ц, темп, ужи́нок, у́спіх; ба́тько, Петро́.

#### М'яка
Складається з іменників, що мають кінцевий м'який приголосний основи, із закінченням -о, або нульовим: боє́ць, ве́летень, зви́чай, крадій, край, мите́ць, тату́ньо, діду́ньо, уді́й, учи́тель, Анто́сьо, Бене́дьо, Іва́ньо.

#### Мішана
У називному відмінку однини має закінчення на шиплячий ш, щ, ж, дж, ч і з закінченням -е та нульовим: ванта́ж, дощ, сто́рож, слуха́ч, ткач, това́риш; вітри́ще, діди́ще, дуби́ще.
| ІІ відміна; чоловічий рід (загальні назви) | ІІ відміна; чоловічий рід (загальні назви) | ІІ відміна; чоловічий рід (загальні назви) | ІІ відміна; чоловічий рід (загальні назви) | ІІ відміна; чоловічий рід (загальні назви) | ІІ відміна; чоловічий рід (загальні назви) | ІІ відміна; чоловічий рід (загальні назви) | ІІ відміна; чоловічий рід (загальні назви) | ІІ відміна; чоловічий рід (загальні назви) |
| в.                                         | тверда група                               | тверда група                               | м'яка група                                | м'яка група                                | м'яка група                                | м'яка група                                | мішана група (на -ш, -щ, -ч, -ж)           | мішана група (на -ш, -щ, -ч, -ж)           |
| в.                                         | тверда група                               | тверда група                               |                                            |                                            | основа на -й                               | основа на -й                               | мішана група (на -ш, -щ, -ч, -ж)           | мішана група (на -ш, -щ, -ч, -ж)           |
| в.                                         | однина                                     | множина                                    | однина                                     | множина                                    | однина                                     | множина                                    | однина                                     | множина                                    |
| ------------------------------------------ | ------------------------------------------ | ------------------------------------------ | ------------------------------------------ | ------------------------------------------ | ------------------------------------------ | ------------------------------------------ | ------------------------------------------ | ------------------------------------------ |
| Н.                                         | степ                                       | степи                                      | боєць                                      | бійці                                      | гай                                        | гаї                                        | кущ                                        | кущі                                       |
| Р.                                         | степу                                      | степів                                     | бійцю                                      | бійців                                     | гаю                                        | гаїв                                       | куща                                       | кущів                                      |
| Д.                                         | степові (-у)                               | степам                                     | бійцеві (-ю)                               | бійцям                                     | гаєві (-ю)                                 | гаями                                      | кущеві (-ю)                                | кущам                                      |
| Зн.                                        | степ                                       | степи                                      | бійця                                      | бійців                                     | гай                                        | гаї                                        | кущ                                        | кущи                                       |
| Ор.                                        | степом                                     | степами                                    | бійцем                                     | бійцями                                    | гаєм                                       | гаями                                      | кущем                                      | кущами                                     |
| М.                                         | степові (-у)                               | степах                                     | бійцеві (-ю, -і)                           | бійцях                                     | гаї (-ю)                                   | гаях                                       | кущі (-еві)                                | кущах                                      |
| Кл.                                        | степе                                      | степи                                      | болю                                       | бійці                                      | гаю                                        | гаї                                        | куще                                       | кущі                                       |

###### Слово «Господь»
Слово м'якої групи Господь має атематичний тип відмінювання
| Н.  | Госпо́дь                   |
| Р.  | Го́спода                   |
| Д.  | Го́сподові (-у), Го́сподеві |
| Зн. | Го́спода                   |
| Ор. | Го́сподом                  |
| М.  | Го́сподові (-у), Го́сподеві |
| Кл. | Го́споди                   |

### II відміна (чоловічий рід на -Р)

#### Тверда
Має у своєму складі переважну більшість іменників на -р, (які, проте, у називному відмінку множини мають закінчення м'якої групи -і): звір — звірі, комар — комарі, снігур — снігурі, щур — щурі, або щури. Та всі іменники іншомовного походження на -ер, -ор, -ур (-юр); іменники з постійно наголошеними -ар (-яр), -ир (-ір, -їр): інжене́р, колекціоне́р, ма́йстер, дире́ктор, інспе́ктор, профе́сор. Окремі іменники іншомовного походження на -ар, -ир із постійним наголосом на корені в однині та множині: дóлар — дóлари, пáнцир — пáнцири та ін.

#### М'яка
Сюди належить частина іменників на -ар, -ир, які в однині мають наголос на корені: бо́ндар — бо́ндаря, ко́зир — ко́зиря, ку́хар — ку́харя, лі́кар — лі́каря, пи́сар — пи́саря.
А також іменники, у яких при відмінюванні наголос переходить із -ар, -ир на закінчення: буква́р — букваря́, вівча́р — вівчаря́, воротáр — воротаря́, друка́р — друкаря́, інвента́р — інвентарю́ (збірне), календа́р — календаря́, кобза́р — кобзаря́, секрета́р — секретаря́, сухáр — сухаря́, хаба́р — хабаря́, шахта́р — шахтаря́; гузи́р — гузиря́, проводи́р — проводиря́, (також власні назви) Ігор — Ігоря, Лазар — Лазаря, Снігир — Снігиря.

#### Мішана
Мішана група має іменники на -яр (назви людей за видом їхньої діяльності), у відмінкових формах яких наголос переходить із суфікса на закінчення: бджоля́р — бджолярá, весля́р — веслярá, вугля́р — вугляра́, газетя́р — газетярá, зброя́р — зброярá, каменя́р — каменяра́, пісня́р — пісняра́, скляр — скляра́, смоля́р — смолярá, школя́р — школяра́.

##### Слово «маляр»
Іменник маляр залежно від наголосу належить: або до твердої групи ма́ляр (наголос падає на корінь в усіх відмінках однини й множини: ма́ляр — ма́ляра, ма́лярові, ма́ляра, ма́ляром, (на) ма́лярові — ма́ляри, ма́лярів, ма́лярам, ма́лярів, ма́лярами, (на) ма́лярах); або до мішаної (наголос переходить на закінчення: маля́р — маляра́, маляре́ві, маляра́, маляре́м, (на) малярі́ — малярі́ — малярі́в — маляра́ми — (на) маляра́х).
| ІІ відміна; чоловічий рід (основа на -р) (загальні назви) | ІІ відміна; чоловічий рід (основа на -р) (загальні назви) | ІІ відміна; чоловічий рід (основа на -р) (загальні назви) | ІІ відміна; чоловічий рід (основа на -р) (загальні назви) | ІІ відміна; чоловічий рід (основа на -р) (загальні назви) | ІІ відміна; чоловічий рід (основа на -р) (загальні назви) | ІІ відміна; чоловічий рід (основа на -р) (загальні назви) |
| в.                                                        | тверда група                                              | тверда група                                              | м'яка група                                               | м'яка група                                               | мішана                                                    | мішана                                                    |
| в.                                                        | однина                                                    | множина                                                   | однина                                                    | множина                                                   | однина                                                    | множина                                                   |
| --------------------------------------------------------- | --------------------------------------------------------- | --------------------------------------------------------- | --------------------------------------------------------- | --------------------------------------------------------- | --------------------------------------------------------- | --------------------------------------------------------- |
| Н.                                                        | ма́ляр                                                     | ма́лярі                                                    | вівчар                                                    | вівчарі                                                   | школяр                                                    | школярі                                                   |
| Р.                                                        | ма́ляра                                                    | ма́лярів                                                   | вівчаря                                                   | вівчарів                                                  | школяра                                                   | школярів                                                  |
| Д.                                                        | ма́лярові                                                  | ма́лярам                                                   | вівчареві                                                 | вівчарям                                                  | школяреві                                                 | школярам                                                  |
| Зн.                                                       | ма́ляра                                                    | ма́лярів                                                   | вівчаря                                                   | вівчарів                                                  | школяра                                                   | школярів                                                  |
| Ор.                                                       | ма́ляром                                                   | ма́лярами                                                  | вівчарем                                                  | вівчарями                                                 | школярем                                                  | школярами                                                 |
| М.                                                        | ма́лярові                                                  | ма́лярах                                                   | вівчареві                                                 | вівчарях                                                  | школяреві                                                 | школярах                                                  |
| Кл.                                                       | ма́ляру                                                    | ма́лярі                                                    | вівчарю                                                   | вівчарі                                                   | школяре                                                   | школярі                                                   |

### II відміна (середній рід)

#### Тверда
До твердої групи належать іменники середн. роду із закінченням -о: боло́то, ві́яло, во́ло, залі́зо, зерно́, зло, крило́, ко́ло, люсте́рко, мавпеня́тко, ма́йво, мі́сто, молоде́цтво, село́, христия́нство.

#### М'яка
До м'якої групи належать іменники середн. роду із закінченням -е та -я (без суфіксів -ен-, -ят- у формах непрямих відмінків і переважно з подовженням кінцевого приголосного основи): го́ре, мі́сце, мо́ре, по́ле; життя́, завда́ння, збіжжя, здоро́в’я, змага́ння, знаря́ддя, ли́стя, обли́ччя, пір’я, по́лум’я.

#### Мішана
До мішаної групи належать іменники середн. роду із закінченням -е та основою на шиплячий ш, щ, ж, дж, ч: ло́же, плече́, прізвище, я́вище.
| ІІ відміна; середній рід | ІІ відміна; середній рід | ІІ відміна; середній рід | ІІ відміна; середній рід | ІІ відміна; середній рід | ІІ відміна; середній рід | ІІ відміна; середній рід | ІІ відміна; середній рід         | ІІ відміна; середній рід         |
| в.                       | тверда група             | тверда група             | м'яка група              | м'яка група              | м'яка група              | м'яка група              | мішана група (на -ш, -щ, -ч, -ж) | мішана група (на -ш, -щ, -ч, -ж) |
| в.                       | тверда група             | тверда група             | (закінчення -е)          | (закінчення -е)          | (закінчення -я)          | (закінчення -я)          | мішана група (на -ш, -щ, -ч, -ж) | мішана група (на -ш, -щ, -ч, -ж) |
| в.                       | однина                   | множ.                    | однин                    | множ.                    | однина                   | множина                  | однина                           | множина                          |
| ------------------------ | ------------------------ | ------------------------ | ------------------------ | ------------------------ | ------------------------ | ------------------------ | -------------------------------- | -------------------------------- |
| Н.                       | село                     | села                     | поле                     | поля                     | знання                   | знання                   | селище                           | селища                           |
| Р.                       | села                     | сіл                      | поля                     | полів                    | знання                   | знань                    | селища                           | селищ                            |
| Д.                       | селу                     | селам                    | полю                     | полям                    | знанню                   | знанням                  | селищу                           | селищам                          |
| Зн.                      | село                     | села                     | поле                     | поля                     | знання                   | знання                   | селище                           | селищі                           |
| Ор.                      | селом                    | селами                   | полем                    | полями                   | знанням                  | знаннями                 | селищем                          | селищами                         |
| М.                       | селі                     | селах                    | полі                     | полях                    | знанні                   | знаннях                  | селищі                           | селищах                          |
| Кл.                      | село                     | села                     | поле                     | поля                     | знання                   | знання                   | селище                           | селища                           |

#### Іменники на -ище
Тип відмінювання іменників на -ище (баби́ще — жіночий і середній рід, свекру́шище — жіночий і середній рід і под.) при хитанні в морфологічному роді залежить від значення роду: якщо іменник має дві форми роду (баби́ще — жіночий і середній рід), то для форми жін. роду лише в називному, знахідному та кличному відмінках однини властиве закінчення -е, типове для іменників другої відміни середнього роду, а в інших відмінках їхні закінчення збігаються із закінченнями іменників першої відміни (обидва варіанти наявні в знахідному відмінку), а для середн. роду — послідовність відмінювання за зразками відмінювання іменників другої відміни середн. роду.
| в.  | на -ищ-е, з варіативністю у роді | на -ищ-е, з варіативністю у роді | на -ищ-е, з варіативністю у роді |
| в.  | однина (жін. рід)                | однина (сер. рід)                | множина                          |
| --- | -------------------------------- | -------------------------------- | -------------------------------- |
| Н.  | бабище                           | бабище                           | бабища                           |
| Р.  | бабищі                           | бабища                           | бабищ                            |
| Д.  | бабищі                           | бабищу                           | бабищам                          |
| Зн. | бабище                           | бабище                           | бабища                           |
| Ор. | бабищею                          | бабищем                          | бабищами                         |
| М.  | бабищі                           | бабищу                           | бабищах                          |
| Кл. | бабище                           | бабище                           | бабища                           |

| Відміна          | Групи іменників | Групи іменників | Групи іменників |
| Відміна          | тверда | м'яка | мішана |
| ---------------- | --- | --- | --- |
| І відміна        | Твердий (нешиплячий) приголосний основи: озеро, стріха, хата, вітер, абзац | Будь-який м'який: земля, водій, зілля, князь, сторіччя, пісня | Твердий шиплячий: хаща, тиша, плащ, плече, кущ, лівша' |
| ІІ відміна       | | Середній рід на -е з основою на приголосний (крім шиплячого): поле, сон | |
| ІІ відміна на -р | Іменники, що закінчуються на -р, у яких наголос при відмінюванні не переходить з основи на закінчення (на -р, -а́р, -ер, -єр, -и́р, -ір, -їр, -ур, -юр, -яр): сир, гектар, шофер, кар'єр, касир, папір, професор, абажур, гіпюр, ювіляр, слова: комар, звір є словами, які треба запам'ятати | Іменники, що закінчуються на ненаголошений склад -ар, -ир, а саме: ті, у яких при відмінюванні (особливо у множині) наголос переходить з основи на закінчення: буква́р — букваря́, кобза́р — кобзаря́, пухи́р — пухиря́; ті, що мають наголос на іншому складі основи: бо́ндар, ко́зир, лі́кар, пи́сар | Іменники, які закінчуються тільки на -яр і означають фах чи рід занять (наголос у непрямих відмінках також переходить з основи на закінчення): вугля́р, пісня́р, скля́р |